# 楽天モバイル

楽天モバイルのロゴ

楽天モバイル（らくてんモバイル、英: Rakuten Mobile）は、楽天モバイル株式会社が提供する移動体通信事業のサービスブランドである。

## 沿革
- 2017年12月14日 - 楽天が携帯電話 (MNO) 事業への参入を発表[1]。
- 2018年
  - 1月10日 - 楽天モバイルネットワーク株式会社を設立。
  - 4月6日 - 総務省より4G（1.7GHz帯）周波数帯の割り当て[2][3]。
- 2019年
  - 1月23日 - 関東・東海・近畿地方における特定無線局の包括免許を取得[4]。
  - 2月3日 - 世界初、エンドツーエンドの完全仮想化クラウドネイティブモバイルネットワークの実証実験に成功[5]。
  - 4月1日 - 楽天モバイルネットワークの社名を楽天モバイル株式会社に変更。
  - 4月10日 - 総務省より5G（3.7GHz帯、28GHz帯）周波数の割り当て[6]。
  - 9月24日 - 九州地方における特定無線局の包括免許を取得し、国内全地域での取得を完了[7]。
  - 10月1日 - 先行サービス開始。「無料サポータープログラム」5,000人対象に開始[8]。
- 2020年
  - 1月22日 - 「無料サポータープログラム」の枠を2万人に拡大[9]。
  - 3月3日 - 料金プラン「Rakuten UN-LIMIT」を発表[10]。
  - 4月8日 - 正式サービス開始。料金プランを「Rakuten UN-LIMIT 2.0」にアップデートし、auローミングエリアにおいて、同日以後データ容量消費後の速度を1Mbpsに順次高速化し、同月22日以後通信量上限を順次5GBへ引き上げる[11][12]。
  - 6月30日 - 契約申込件数が100万回線を突破。
  - 9月30日 - 5Gサービス開始。料金プランを5G対応の「Rakuten UN-LIMIT V」に変更[13]。
  - 11月4日 - 契約事務手数料、MNP転出手数料及びSIM交換・再発行手数料等を無料化（ZERO宣言）[14]。
  - 12月30日 - 契約申込件数が200万回線を突破。
- 2021年
  - 3月9日 - 契約申込件数が300万回線を突破。
  - 4月1日 - 新料金プラン「Rakuten UN-LIMIT VI」提供開始[15]。
  - 4月7日 - 1年間プラン料金無料キャンペーン終了。翌日より3ヶ月間プラン料金無料キャンペーンを開始[16]。
  - 4月14日 - 総務省より5G（1.7GHz帯）（東名阪以外）周波数帯の割り当て[17]。
  - 4月30日 - iPhoneの取り扱いを開始[18]。
  - 7月1日 - ユニバーサルサービス料の徴収開始（無料期間中など、「Rakuten UN-LIMIT VI」においてプラン料金が0円となる条件を満たす利用者を除く）[19]。
  - 7月1日 - 180日間利用がない回線の強制停止開始。
  - 8月1日 - 電話リレーサービス料の徴収開始（無料期間中など、「Rakuten UN-LIMIT VI」においてプラン料金が0円となる条件を満たす利用者を除く）[19]。
- 2022年
  - 2月4日 - 予定を約4年前倒しで、楽天回線エリア4G人口カバー率96%突破[20]。
  - 2月8日 - 3ヵ月プラン料金無料キャンペーン終了。
  - 3月8日 - 楽天モバイルショップが1,000店舗を突破。
  - 3月25日 - この日よりApple Watchの取り扱いを開始。あわせて電話番号シェアサービスの提供を開始[21]。
  - 3月末時点 - 楽天モバイル自社回線エリア（4G）の人口カバー率が97%を突破。
  - 4月4日 - 全都道府県でパートナー回線から自社回線へと切り替えを始めると発表。
  - 4月末時点 - 総務省に届け出ていた「2025年度に27,397局の4G基地局を開設」の目標から大幅に増加させた楽天モバイルの4G基地局開設新目標44,000局を突破。
  - 6月時点 - 自社回線の人口カバー率が97.6%に到達[22]。
  - 7月1日 - 新料金プラン「Rakuten UN-LIMIT VII」提供開始[23][24]。同日、キャリアメール「楽メール」開始。
- 2023年
  - 1月26日 - ホームルーターサービス「Rakuten Turbo」の提供を開始[25]。
  - 1月30日 - 楽天モバイル法人プランの本格提供開始[26][27]。
  - 2月10日 - 自社運営の安否確認サービス「災害用伝言板」を用意[28]。大規模災害時に運用される。
  - 5月11日 - パートナー回線対象エリアを東名阪などの大都市部にも拡大する契約をKDDIとの間で締結（2026年9月まで）[29]。
  - 5月24日 - MNPワンストップを導入[30]。
  - 6月1日 - 新料金プラン「Rakuten 最強プラン」提供開始[31]。4G人口カバー率99.9%(高速データ通信)。
  - 6月 - 2回線目以降を申し込む際に本人確認書類が不要に。
  - 7月3日 - 新料金プラン「Rakuten 最強プラン（データタイプ）」提供開始[32]。楽天カードに提出済みの本人確認情報で申込&開通が可能。
  - 8月2日 - Rakuten Linkデスクトップ版（ベータ版）を提供開始[33]。
  - 8月28日 - 契約数が500万回線を突破[34]。
  - 8月31日 - 楽天銀行・楽天証券・楽天生命に提出済みの本人確認情報で簡単に「Rakuten最強プラン」の申し込みが可能に[35]。
  - 10月20日 - Apple Watchファミリー共有の提供を開始。
  - 10月23日 - 総務省から4G（プラチナバンドである700MHz帯）周波数帯の割り当てを受けたことを発表[36]。
  - 12月26日 - 契約数が600万回線を突破[37]。
- 2024年
  - 2月21日 - 「最強家族プログラム」を提供。年内の800万回線達成を目指す[38]。
  - 3月12日 - 22歳以下（一般に大学生まで）対象のいわゆる学割サービスである「最強青春プログラム」を開始[39]。
  - 4月30日 - “プラチナバンド” 700MHz帯の試験電波発射を開始[40]。
  - 5月1日 - 2023年12月31日時点の楽天グループ株主に対して、月間30GBの音声通話付きeSIM1年分を株主優待として提供[41]。
  - 5月2日 - 12歳以下（一般に小学生まで）対象のこども割引サービスである「最強こどもプログラム」を開始[42]。
  - 6月16日 - 契約数が700万回線を突破[43]。
  - 6月27日 - “プラチナバンド” 700MHz帯の商用サービス提供を開始[44][45]。
  - 6月 - 5G (Sub6) のソフトウェアアップグレードで、Massive MIMOにおけるビームフォーミング機能拡張を全国で実施。基地局のキャパシティが増強され、通信速度・安定性が大幅に向上。また、基地局のパラメータ最適化によって、4G・5G間のよりスムーズな切り替えを可能に。
  - 10月21日 - 契約数が800万回線を突破[46]。
- 2025年10月 - U-NEXTと協業して、セットプラン「Rakuten最強U-NEXT」の提供を開始予定[47]。

## 通信環境

### 使用周波数

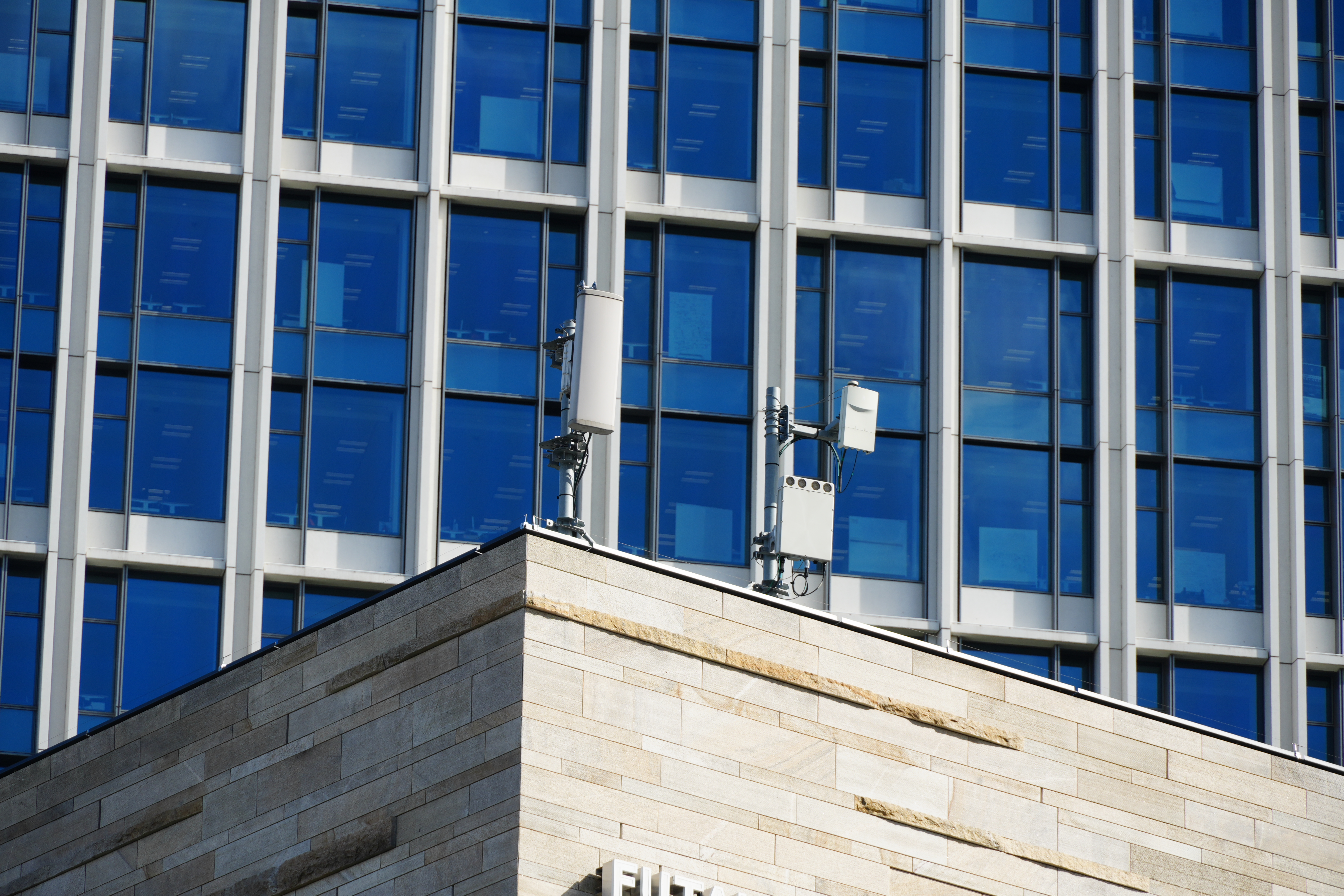
4G屋外基地局（1.7GHz帯・左）、5G屋外基地局（3.7GHz帯・右下、28GHz帯・右上）及び楽天グループ本社（背景のビル）

楽天モバイルは、総務省から移動通信システムとして以下の周波数帯使用の認可を得ている。
- 第4世代移動通信システム（4G）
  - 1.7GHz帯（Band3）：1,730MHz - 1,750MHz（上り）及び1,825MHz - 1,845MHz（下り）の各20MHz幅[2][3]
  - 700MHz帯（Band28）：715MHz - 718MHz（上り）及び770MHz - 773MHz（下り）の各3MHz幅[48]
- 第5世代移動通信システム（5G）
  - 1.7GHz帯（n3）（東名阪エリア外）：1,765MHz - 1,785MHz（上り）及び1,860MHz - 1,880MHz（下り）の各20MHz幅[17]
  - 3.7GHz帯（n77：Sub6）：3,800MHz - 3,900MHz（上り/下り共用）の100MHz幅[6]
  - 28GHz帯（n257：ミリ波）：27.0GHz - 27.4GHz（上り/下り共用）の400MHz幅[6]

楽天の自社回線に接続されないエリア（東名阪の繁華街、地下、郊外など）では、auプラチナバンドにシームレスに接続される（パートナー回線）。
- 第4世代移動通信システム（4G）
  - au 800MHz帯（Band18）（基本は800MHz帯。一部、他の周波数帯も使用）[49]

### サービスエリア
2024年3月時点で4G人口カバー率は99.9%（高速データ通信）。そのうち、楽天が自社で構築した基地局による4G人口カバー率は98.9%で、その他の自社回線に接続されないエリア（東名阪の繁華街、地下、郊外など）では、auプラチナバンドにシームレスに接続される（パートナー回線）。
また、個人宅において電波が届きにくい場合には、フェムトセル（小型4G基地局）のRakuten Casaをレンタルしている。
2023年9月に総務省によって行われた「プラチナバンドと呼ばれる700MHz帯の割当に関する申請」において申請を行った。10月23日に総務省の諮問会にて審査が行われ、楽天モバイルへの割当が決定した。今後、プラチナバンド提供によりエリアが大きく広がり、郊外や建物内でも快適な通信が見込まれる。
2024年6月27日より、プラチナバンドの商用サービスを開始。（2026年3月頃の開始計画から1年半ほど前倒）これにより「地下や建物内でも電波が繋がりやすくなる」「楽天回線の5G(Sub6)の通信速度・安定性の向上と4G・5G間のスムーズな切り替えが可能となる」といった改善になる。なおプラチナバンドのエリアは関東から順次サービスが開始されていく。

### 基地局数
4G屋外基地局数は2023年12月末時点で60,940局。4G人口カバー率は、99.9%(高速データ通信)。
5G屋外基地局数(3.7GHz帯)は2024年5月末時点で17,210局。5G屋外基地局数(28GHz帯)は2023年3月末時点で9,254局。
MNOとしてサービスを開始する直前の2020年3月時点では、4G屋外基地局を東京都・大阪府・愛知県の中心部を主として4,738局稼働させるのみで4G人口カバー率も23.4%だったが、2021年9月末には30,055局、2024年3月末時点で61,160局を稼働させ自社構築の基地局のみでの人口カバー率は98.9%となっている。

### 基地局数の推移
| 年月         | 4G屋外 基地局数 （局） | 4G人口カバー率 | 4G人口カバー率 | 5G屋外 基地局数 3.7GHz帯 （局） | 5G人口 カバー率 3.7GHz帯 | 5G屋外 基地局数 28GHz帯 （局） |
| 年月         | 4G屋外 基地局数 （局） |                | (自社構築)     | 5G屋外 基地局数 3.7GHz帯 （局） | 5G人口 カバー率 3.7GHz帯 | 5G屋外 基地局数 28GHz帯 （局） |
| ------------ | ---------------------- | -------------- | -------------- | ------------------------------- | ------------------------ | ------------------------------ |
| 2020年3月末  | 4,738                  | 23.4%          | 同左           | -                               | -                        |                                |
| 2020年6月末  | 5,753                  | 27.0%          | 同左           | -                               | -                        |                                |
| 2020年9月末  | 7,446                  | 54.3%          | 同左           | 18                              |                          |                                |
| 2020年12月末 | 10,984                 | 71.5%          | 同左           | 49                              |                          |                                |
| 2021年3月末  | 17,564                 | 80.1%          | 同左           | 706                             | 0.1%                     | 733                            |
| 2021年6月末  | 24,862                 | 90.4%          | 同左           | 708                             |                          |                                |
| 2021年9月末  | 30,055                 | 93.3%          | 同左           | 1,120                           |                          |                                |
| 2021年12月末 | 33,905                 | 95.6%          | 同左           | 1,733                           |                          |                                |
| 2022年3月末  | 42,769                 | 97.0%          | 同左           | 4,948                           | 12.6%                    | 4,680                          |
| 2022年6月末  | 47,556                 | 97.6%          | 同左           | 6,111                           |                          |                                |
| 2022年9月末  | 50,408                 | 97.9%          | 同左           | 6,440                           |                          |                                |
| 2022年12月末 | 52,003                 | 98.0%          | 同左           | 7,058                           |                          |                                |
| 2023年3月末  | 56,305                 | 98.4%          | 同左           | 9,761                           | 30.5%                    | 9,254                          |
| 2023年6月末  | 58,343                 | 99.9%          | 98.7%          | 10,129                          |                          |                                |
| 2023年9月末  | 60,318                 | 99.9%          | 98.8%          | 10,560                          |                          |                                |
| 2023年12月末 | 60,940                 | 99.9%          | 98.8%          | 11,654                          |                          |                                |
| 2024年3月末  | 61,160                 | 99.9%          | 98.9%          | 16,991                          |                          |                                |

### スペースモバイル
2021年、楽天モバイルではAST SpaceMobileと共同で低軌道衛星と既存の携帯電話が4Gで直接通信する計画「スペースモバイル」を発表した。これにより日本でのエリア（面積）カバー率100%を目指すという。
2023年4月にハワイにて試験衛星を利用して音声通話試験に成功し、その後データ通信でも下り10Mbpsを成功（楽天モバイル商用展開予定の周波数帯とは、違う周波数帯で試験したことに注意が必要）。同5月にハワイにて試験衛星を利用してビデオ通話を実施。

## 料金プラン
スマートフォン向け料金プランは「Rakuten最強プラン」のワンプラン。

### Rakuten最強プラン

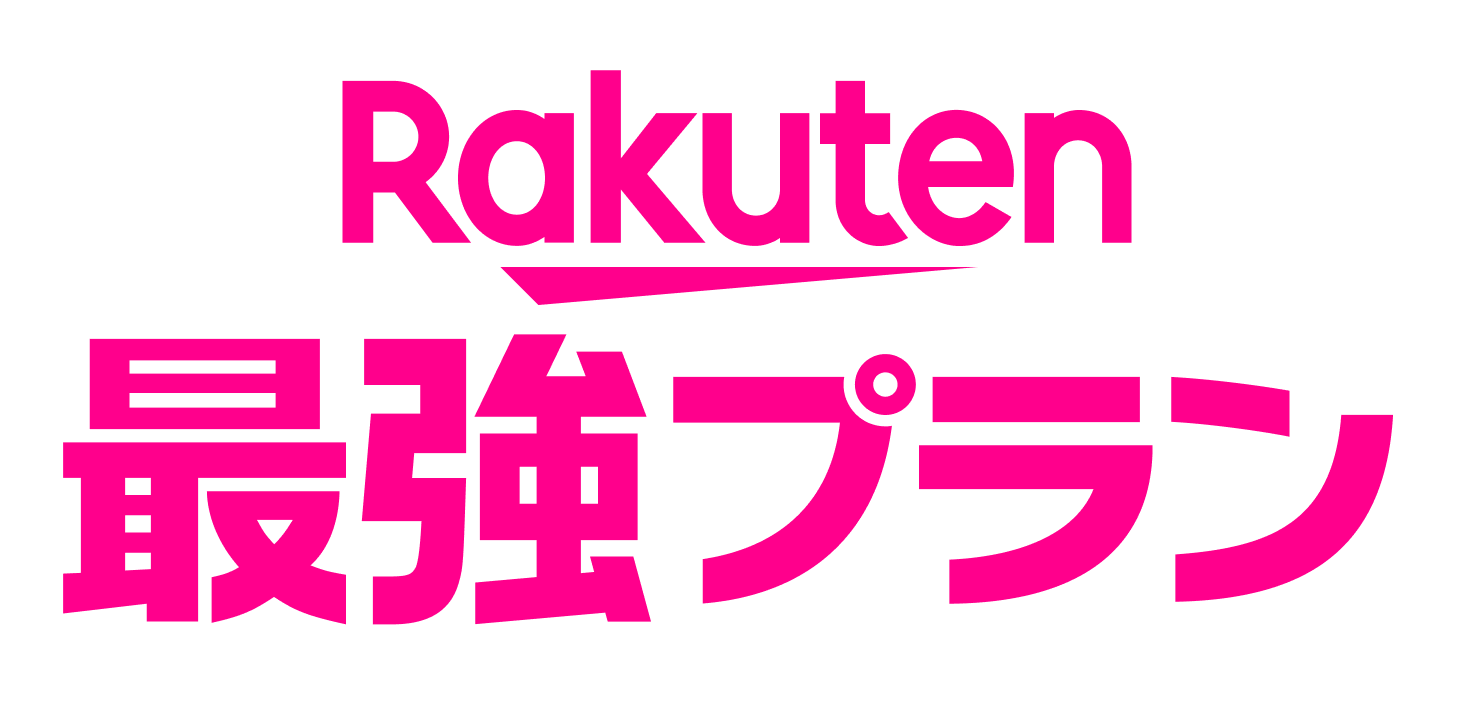
Rakuten最強プラン

2023年6月1日より提供を開始。パートナー回線での通信容量5GB上限が撤廃され無制限になる。4G人口カバー率99.9%(高速データ通信)。料金は同5月まで提供していたRakuten UN-LIMIT VIIと同じ。2023年7月3日より、Rakuten最強プラン(データタイプ）の提供を開始。定額料金で無制限のデータ通信を使うことが可能。高速データ通信であり、コンテンツ等の制限も設けられていない。

#### 基本料金
| データ通信量 | プラン料金（税抜） |
| ------------ | ------------------ |
| 無制限       | 2,980円            |
| 3GB〜20GB    | 1,980円            |
| 3GB以下      | 980円              |

#### 料金に関する各プログラム
- 最強家族プログラム：主回線と同一名字の家族回線にて1回線あたり月額110円が割引される家族割サービス。主回線を含めて最大20回線が適用される。
- 最強青春プログラム：楽天モバイルの学割。Rakuten最強プランを利用する22歳以下の利用者を対象に、23歳の誕生月前月まで毎月110円相当の楽天ポイントが付与されるサービス。最強家族プログラムとの併用が可能。
- 最強こどもプログラム：Rakuten最強プランを利用する12歳以下の利用者を対象に、楽天ポイントが付与されるサービス。子供のスマホデビューを応援するために開始された。13歳以降は自動で最強青春プログラムが適用される。付与されるポイント数はデータ量により異なる。（3GBまで:毎月440ポイント付与、3GB以上:毎月110ポイント付与）最強家族プログラムとの併用が可能。

#### データ容量
- 国内（4G/5G）：高速データ無制限。
- 海外（4G/5G）：高速データ通信上限は2GB。超過後最大128kbps。
- テザリング：国内無制限。無料で利用可能。

#### 音声通話・SMS
Rakuten Linkアプリ利用で音声、SMSが無料。Rakuten Link デスクトップ版により、パソコンでも利用できる。

#### オプションサービス
- 15分（標準）通話かけ放題：月額1,000円（税抜）でOS標準アプリによる1回15分までの通話料及びSMS送信料が無料となる。
- 楽メール：キャリアメール。無料で「rakumail.jp」ドメインのメールアドレスを1個付与し、Rakuten Linkアプリから利用する。
- 選べる電話番号サービス：1,000円（税抜）で新規契約時に電話番号の下4桁を指定して中4桁を何度でも検索可能[55]。
- 電話番号シェアサービス：月額500円（税抜）で1つの電話番号をiPhoneとApple Watchとで共用できる[21]。
- 国際通話かけ放題：月額980円（非課税）で海外66カ国を対象に、Rakuten Linkを利用した場合の国内・海外から海外への通話及びOS標準の通話アプリによる国内から海外への通話が掛け放題対象となる。
- クーポン：楽天モバイルが発行するクーポンを活用するポイント付与サービス[56]。

### 法人プラン
2023年1月30日より法人向け携帯キャリアサービスを本格開始。2023年6月1日よりデータ無制限プランのサービスを開始。また、同7月14日よりデータ専用プランのサービスを開始。
エリアはRakuten最強プランと同様4G人口カバー率99.9%(高速データ通信)。
複数回線の一括管理ができる法人のお客様向けWeb管理ツールである「my 楽天モバイル Office」で、Webから契約回線の利用状況、請求書ダウンロード、プラン変更、オプション追加や追加回線等の手続きが可能
基本料金
- 音声+データ無制限プラン：2,980円（税抜）
- 音声+データ30GBプラン：2,780円（税抜）
- 音声+データ5GBプラン：2,380円（税抜）
- 音声+データ3GBプラン：1,980円（税抜）
- データ30GBプラン：2,380円（税抜）
- データ7GBプラン：1,480円（税抜）
- データ3GBプラン：980円（税抜）

#### データ容量
- 国内（4G/5G）：高速データ無制限（無制限プラン）。超過後最大200kbps（各制限有りプラン）。
- 海外（4G/5G）：高速データ通信上限は各プラン1GB、1.5GB、2GBのいずれかまで。超過後最大128kbps。
- テザリング：国内無制限（無制限プラン）。データ容量内（各制限有りプラン）。無料で利用可能。

#### 音声通話・SMS
Rakuten Link Officeアプリ利用で音声、SMS、グループチャットが無料。

#### オプションサービス
- ワンストップかけ放題：毎月使った分だけ支払いする段階制かけ放題。最大75分までの通話なら月額500円（税抜）。最大500分までOS標準アプリでの通話・SMSが使い放題で利用できる。

#### 法人向けソリューションサービス
- Symworld CPaaS SMS API：法人向けSMS送信サービス
- LINE WORKS：ビジネスチャット
- Chatwork：クラウド型ビジネスチャットツール
- PHONE APPLI PEOPLE：連絡先を一つにまとめるWeb電話クラウドサービス
- モバイルチョイス“050”：社員個人のスマートフォンや携帯電話に業務専用の050番号を付与
- ポケトークS：85言語の音声とテキストの翻訳が可能なAI通訳機

### Rakuten Turbo

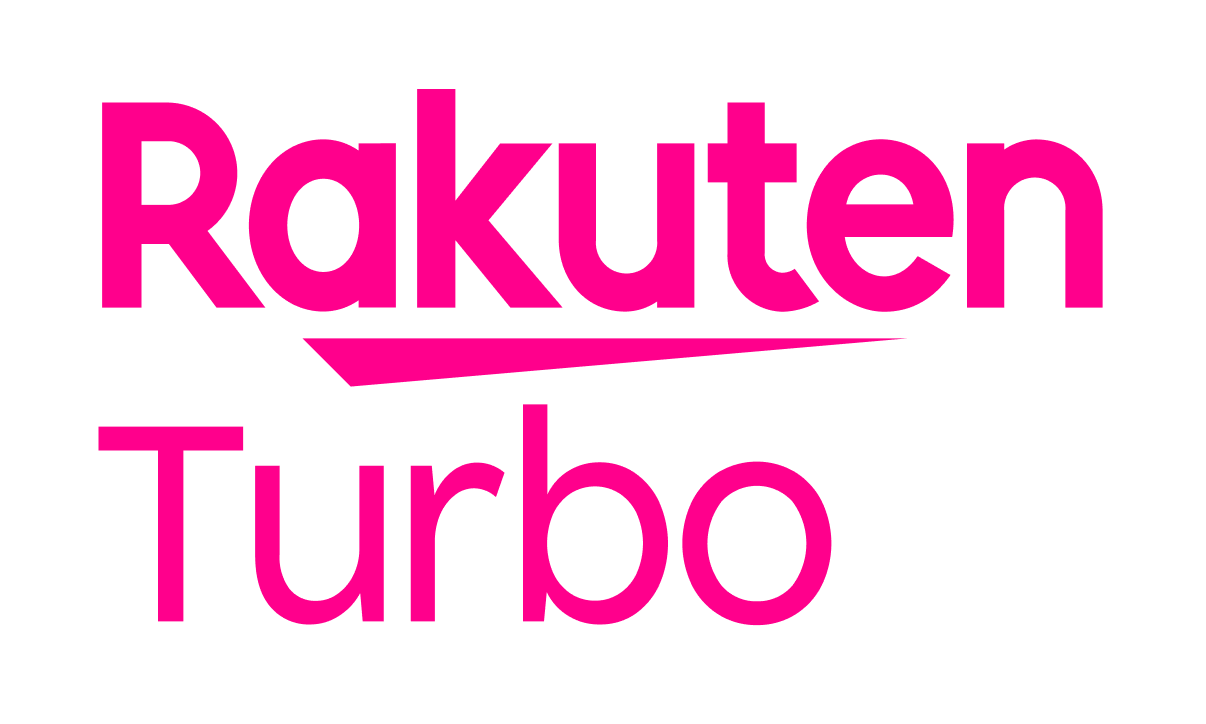
Rakuten Turbo

5G対応ホームルーター「Rakuten Turbo 5G」専用プラン。データ容量は無制限。月額4,400円（税抜）。
工事が必要な光回線と異なり、コンセントに差してWi-Fi設定（QRコードの読み込みやWPSボタンでの接続も対応）を行えば使用できる。Rakuten最強プランの契約がなくてもRakuten Turboを契約可能。
2023年7月よりSPU（スーパーポイントアッププログラム）の対象サービスに追加。同12月よりポイント倍率+2倍、月間獲得上限1,000ポイントに変更。
「Rakuten最強プラン」で利用できるサービスエリアとは異なる。楽天回線5G Sub6エリア及び楽天回線4G LTEエリアが対象。

#### Rakuten Turbo 5G
- 無線LAN規格：Wi-Fi 6（IEEE 802.11ax）
- 接続範囲：最大200m
- 最大接続数：最大128台
- セキュリティ：WPA3対応
- 有線LAN規格：1000BASE-T
- LANポート数：2ポート
- IPv6：対応

### 料金プランの推移
新プラン開始時には、提供されている料金プランは手続き不要で自動移行される（2023年6月現在）。
| プラン名称           | 開始日        | プラン料金（税抜） | プラン料金（税抜） | プラン料金（税抜） | プラン料金（税抜） | ローミング上限容量 | 同・上限超過後の速度 |
| プラン名称           | 開始日        | 無制限             | 3GB〜20GB          | 1GB〜3GB           | 1GB以下            | ローミング上限容量 | 同・上限超過後の速度 |
| -------------------- | ------------- | ------------------ | ------------------ | ------------------ | ------------------ | ------------------ | -------------------- |
| Rakuten UN-LIMIT     | -             | 2,980円            | 2,980円            | 2,980円            | 2,980円            | 2GB                | 128kbps              |
| Rakuten UN-LIMIT 2.0 | 2020年4月8日  | 2,980円            | 2,980円            | 2,980円            | 2,980円            | 5GB                | 1Mbps                |
| Rakuten UN-LIMIT V   | 2020年9月30日 | 2,980円            | 2,980円            | 2,980円            | 2,980円            | 5GB                | 1Mbps                |
| Rakuten UN-LIMIT VI  | 2021年4月8日  | 2,980円            | 1,980円            | 980円              | 0円                | 5GB                | 1Mbps                |
| Rakuten UN-LIMIT VII | 2022年7月1日  | 2,980円            | 1,980円            | 980円              | 980円              | 5GB                | 1Mbps                |
| Rakuten最強プラン    | 2023年6月1日  | 2,980円            | 1,980円            | 980円              | 980円              | 無制限             | -                    |

### Rakuten UN-LIMIT VII
2022年7月1日より提供を開始し、2023年6月1日よりRakuten最強プランに自動移行。

#### 基本料金
「Rakuten UN-LIMIT VI」からの変更で、1GB以下0円の料金プランが廃止されたため、1回線目から同一料金となる。
| データ通信量 | プラン料金（税抜） |
| ------------ | ------------------ |
| 3GB以下      | 980円              |
| 3GB〜20GB    | 1,980円            |
| 20GB超過     | 2,980円            |

従来のプランにあった基本料金0円を廃止する理由として、楽天グループ社長の三木谷浩史は「0円でずっと使われても困るというのが、ぶっちゃけた話かな。すごく正直に言って」と述べている。
Rakuten UN-LIMIT VIからの移行措置
2022年6月30日までの旧プラン（Rakuten UN-LIMIT VI）利用者は7月1日より「Rakuten UN-LIMIT VII」に自動移行したが、10月までは1GBまでの料金が旧プランとほぼ同じになる移行措置が取られた。
- 2022年7月1日 - 8月31日：従来の「Rakuten UN-LIMIT VI」のプラン料金での利用。
- 2022年9月1日 - 9月30日：データ使用量が1GB以下の場合はプラン料金980円+ユニバーサルサービス料2円+電話リレーサービス料1円の計1,081円（税込）相当の楽天ポイント還元。
- 2022年10月1日 - 10月31日：データ使用量が1GB以下の場合はプラン料金980円+ユニバーサルサービス料2円+電話リレーサービス料1円の計1,080円（税込）相当の楽天ポイント還元。
- 2022年11月1日より「Rakuten UN-LIMIT VII」のプラン料金が適用される。

#### データ容量
- 楽天回線エリア（4G/5G共通）：通信量無制限。
- パートナー回線（auローミング）エリア（4Gのみ）：通信量（高速データ通信）の上限は5GBで、上限超過後の通信速度は最大1Mbps。
- 海外ローミング：通信量（高速データ通信）の上限は2GBで、上限超過後の通信速度は最大128kbps。

#### データチャージ
パートナー回線の高速データ容量の上限である5GBの超過後に高速データ通信を利用する場合、1GBあたり600円（消費税別）で追加容量を購入する（「Rakuten UN-LIMIT VI」より100円の値上げ）。

### Rakuten UN-LIMIT VI

#### 基本料金
| データ通信量 | プラン料金（税抜） | 2回線目以降のプラン料金（税抜） |
| ------------ | ------------------ | ------------------------------- |
| 1GB以下      | 0円                | 980円                           |
| 1GB〜3GB     | 980円              | 980円                           |
| 3GB〜20GB    | 1,980円            | 1,980円                         |
| 20GB超過     | 2,980円            | 2,980円                         |

## 販売/対応スマートフォン

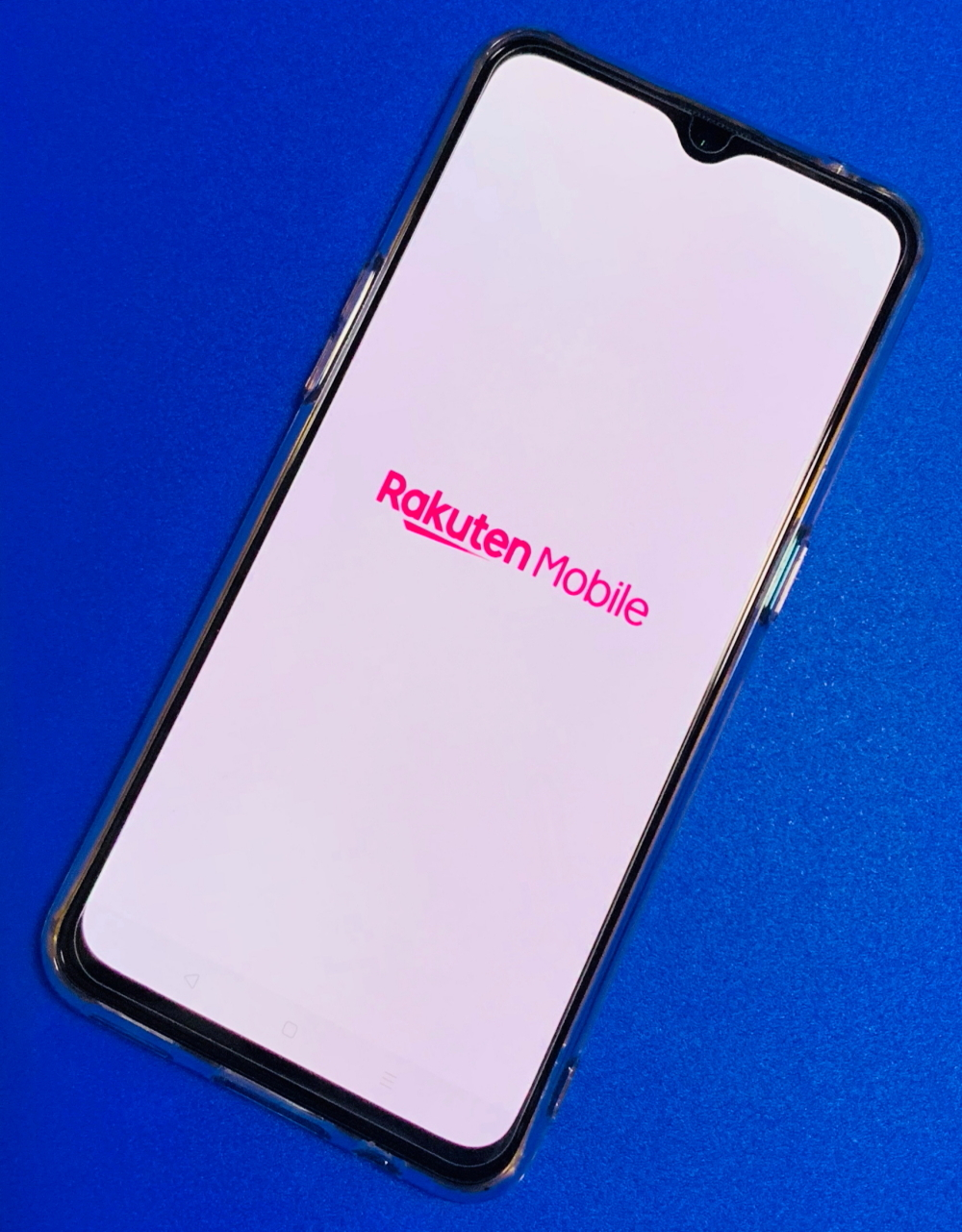
OPPO Reno A 128GB

現在、楽天モバイルで販売している全てのスマートフォンはSIMフリー（SIMロックされていない）で、eSIMに対応している。
国内で販売された多くのスマートフォンに対応している。楽天モバイル公式サイトに対応状況が掲載されている。特に、「4Gデータ通信」「通話」「SMS」の3機能が非対応では著しく利用に支障が出るため、事実上必須となる。
通話、SMS、楽メールに利用されるRakuten Linkアプリは、iPhone及びAndroidスマートフォン向けに提供されている。

### 楽天オリジナル
楽天オリジナルのスマートフォンは、いずれもeSIM対応で、SIMカード挿入口がない。また、楽天コーポレートカラーであるクリムゾンレッドのボディカラーがある。
Tinno Mobile
- Rakuten Mini（2020年1月23日発売）[64]
- Rakuten Hand（2020年12月8日発売）[65]
- Rakuten Hand 5G（2022年2月14日発売、5G〔Sub6〕対応）[66]

ZTE
- Rakuten BIG（2020年9月30日発売、5G〔Sub6・ミリ波〕対応）[67]
- Rakuten WiFi Pocket 2B（2021年7月29日発売、モバイルルーター）[68]
- Rakuten WiFi Pocket 2C（2022年2月28日発売、モバイルルーター）[69]

Shenzhen Harvion Technology
- Rakuten WiFi Pocket（2020年12月8日発売、モバイルルーター）[70]

Yulong Computer Telecommunication Scientific（酷派集団）
- Rakuten BIG s（2021年4月21日発売、5G〔Sub6・ミリ波〕対応）[71]

### iPhone/Apple Watchの取り扱い開始
当初、iPhoneについて公式には「動作保証外」としていたが、iPhone XR・iPhone XS以降の機種で通話・通信に対応するとしていた。
2020年7月7日、iOS版Rakuten Linkの配信を開始したことにより、一部機種を除きiPhoneでも無料での通話・SMSが可能となった。
2021年4月27日、iOS 14.4以降を搭載したiPhone 6s以降のiPhoneは、楽天回線に正式対応した。また、4月30日に、iPhone 12シリーズ及びiPhone SE (第2世代)の販売を開始。
2021年7月6日より、技術的都合を理由にiOS版のRakuten Linkの仕様が変更され、Rakuten Link以外から受信する通話、SMS、及びRakuten Link以外へ発信するSMSは、Rakuten LinkではなくiOS標準の通話・メッセージを利用することになり、一部サービスで利用料金が発生する。
2022年3月25日、Apple Watchの取り扱いを開始。「電話番号シェアサービス」を提供する。これにより1つの電話番号をiPhoneとApple Watchで共有でき、iPhoneが無くてもApple Watch単独で通話やデータ通信が可能となる。

### 楽天モバイルのプラチナバンド（Band28）対応機種
2024年6月27日に楽天モバイルのプラチナバンド(Band28)の商用サービスが開始された。
2015年から日本国内で使われ始めたバンドであり、2015年以降に発売された日本版のスマートフォンであればプラチナバンドにほぼ対応している。（バンド数により対応していない機種あり）

#### 【iOS（iPhone〔Apple〕）】
iPhone 6sシリーズ～iPhone 16シリーズのすべての機種で、Band28に対応している。
※すべて楽天回線対応製品であることが、楽天モバイル 公式サイトに記載。

#### 【Android】
日本で発売されている機種の大半でBand28が使用可能である。

## 災害への取り組み

### 災害時サービス

#### 緊急速報メール
気象庁が配信する「緊急地震速報」や「津波警報」、国や地方公共団体が配信する「災害・避難情報」を、対象エリアにいる契約者に一斉にメールで通知する。
緊急速報メールの受信にかかる通信料・情報料は無料。

#### 災害用伝言板
災害時の安否確認手段として「災害用伝言板」（利用料無料）を利用できる。
楽天回線に接続するか楽天会員ログインで、安否情報の登録（ご契約者用）ができる。
登録された安否情報の確認は、楽天モバイルのスマートフォンのほか、他社携帯電話やパソコン、タブレットを含め、インターネットからどなたでも利用できる。
毎月1日・15日など体験サービスが提供されている。

### 災害時の早期復旧

#### 協定締結
防衛省、石油連盟、各所都道府県、総務省各総合通信局、各所高速道路株式会社や国土交通省関東地方整備局との協力体制確立のため協定を締結。

#### 移動基地局車・可搬型基地局の配置
災害などによる基地局の損傷や停電の場合は、移動基地局車や可搬型基地局を出動させ、被災地域での携帯電話やメールなどの通信手段を確保。

#### 重要通信の確保
一時的にネットワーク設備の処理能力をオーバーする「輻輳（ふくそう）」発生に伴う大規模な通信障害を回避するため、電気通信サービスを一時的に規制することで一定の電気通信サービスを維持・確保。

#### 被災地支援活動
地方自治体などからの要請に応じ、避難場所や災害復旧関係機関へ衛星携帯、スマートフォン、Wi-Fiルーター、マルチチャージャーなどの貸し出し。

### 災害事例とそれへの取り組みや特別支援措置

#### 令和6年能登半島地震
Mj7.6、最大震度7の地震に伴う停電や伝送路障害等により、当初は数十局停波の被害を受けた。
リエゾン（地方自治体派遣要員）の派遣、移動基地局車による通信確保、可搬型発電機の稼働のほか、災害対応機関へWi-Fiルーター、マルチチャージャー、携帯電話の支援等の取り組みを行った。

## CM出演者・イメージキャラクター
現在
- 米倉涼子 - なお、米倉は2000年代初頭にNTTドコモ関西のCMイメージキャラクターを務めていた。
- 今田美桜

過去
- 川平慈英（楽天カードマン）
- お買いものパンダ、子パンダ
- 広末涼子
- サンドウィッチマン
- 田中将大
- ゆず - CMソングとして、Official髭男dism・藤原聡と共作した「RAKUEN」が使用されていた。
- YOSHIKI
- ローラ

## 通信障害・不祥事

### 通信障害
2022年9月4日、午前11時ごろから2時間半にわたり通信障害が発生。130万回線に影響が出た。総務省は、電気通信事業法上の「重大な事故」に当たるとの認識を示した。広報が遅れた点も指摘された。2023年3月末までに対処予定の再発防止策及び速やかな復旧や周知を行う改善策を発表している。

### 不祥事

#### 従業員関与による取引先からの不正請求問題
取引先である物流会社大手の日本ロジステックから、当時楽天モバイルに勤務していた従業員が関与する形で、不正に水増し請求を受けていたことが2022年9月2日の朝日新聞の報道で判明した。